# Joan Marcet i Morera
Joan Marcet i Morera (Sabadell, Vallès Occidental, 22 d'abril de 1950) és un polític i professor universitari català.

## Trajectòria
Es llicencià en Dret per la Universitat de Barcelona el 1973 i es doctorà per la Universitat Autònoma de Barcelona el 1982. Obtingué un certificat d'Estudis Polítics per l'Institut d'Études Politiques de París (1976). És professor titular de Dret Constitucional a la UAB.
En l'àmbit polític, va ser membre de Convergència Socialista de Catalunya, després del Partit Socialista de Catalunya-Congrés i, des de la seva constitució, del Partit dels Socialistes de Catalunya (PSC), del qual ha estat membre de la Comissió Executiva i del Consell Nacional. Amb aquest partit fou diputat per la província de Barcelona a les eleccions generals espanyoles de 1982, 1986, 1989, 1993, 1996 i 2000. Fou vicepresident del Congrés dels Diputats i membre de la Diputació Permanent el 1989-1993 i 1996-2000.
El 2004 fou nomenat vocal representant de la UAB en el consell de govern de l'Institut d'Estudis Regionals i Metropolitans de Barcelona i director de l'Institut de Ciències Polítiques i Socials.

## Obres
- De la Unión de los Partidos al Partido de los Socialistas Europeos (1994) a Leviatan
- El Parlament de Catalunya en clau de futur (2007) a Revista d'estudis autonòmics i federals
- Joan Marcet i Morera; José Ramón Montero Gibert Institut de Ciènces Polítiques i Socials. Roads to democracy.: A tribute to Juan J. Linz, 2007. ISBN 978-84-608-0548-9.
- VV.AA.; Joan Marcet i Morera «Matemáticas y política». A: Jesús Ildefonso Díaz Díaz. Jornada matemática : 21 de enero de 2000, 2000. ISBN 84-7943-138-5.
- VV.AA.; — «El Congreso de los Diputados». A: Juan Carlos Gavara de Cara. Constitución : desarrollo, rasgos de identidad y valoración en el XXV aniversario (1978-2003).  J. M. Bosch Editor, 2004. ISBN 84-7698-721-8.
- VV.AA.; — «El referéndum catalán del 18/J: apoyo, rechazo y abstención». A: Elecciones y comportamiento electoral en la España multinivel.  Centro de Investigaciones Sociológicas, 2006. ISBN 84-7476-416-5.